# Kunsthaus Tacheles
Kunsthaus Tacheles var ruinen till det gamla köpcentrumet Friedrichstrassenpassage från 1909 på Oranienburger Strasse 54-56a i Berlin. Huset skulle rivas 1990 men ockuperades av några konstnärer. Byggnaden var väldigt sliten och var såväl invändigt som utvändigt helt täckt med graffiti. Här befann sig bland annat en konstateljé, en biograf, några barer och Café Zapata samt en skulpturpark på baksidan. Under 2020-talet renoverades huset och flera nya hus byggdes upp och blev nya distriktet Am Tacheles, där bl.a. Fotografiska har öppnat upp 2023.

Friedrichstrassenpassage / Kunsthaus Tacheles / Am Tacheles
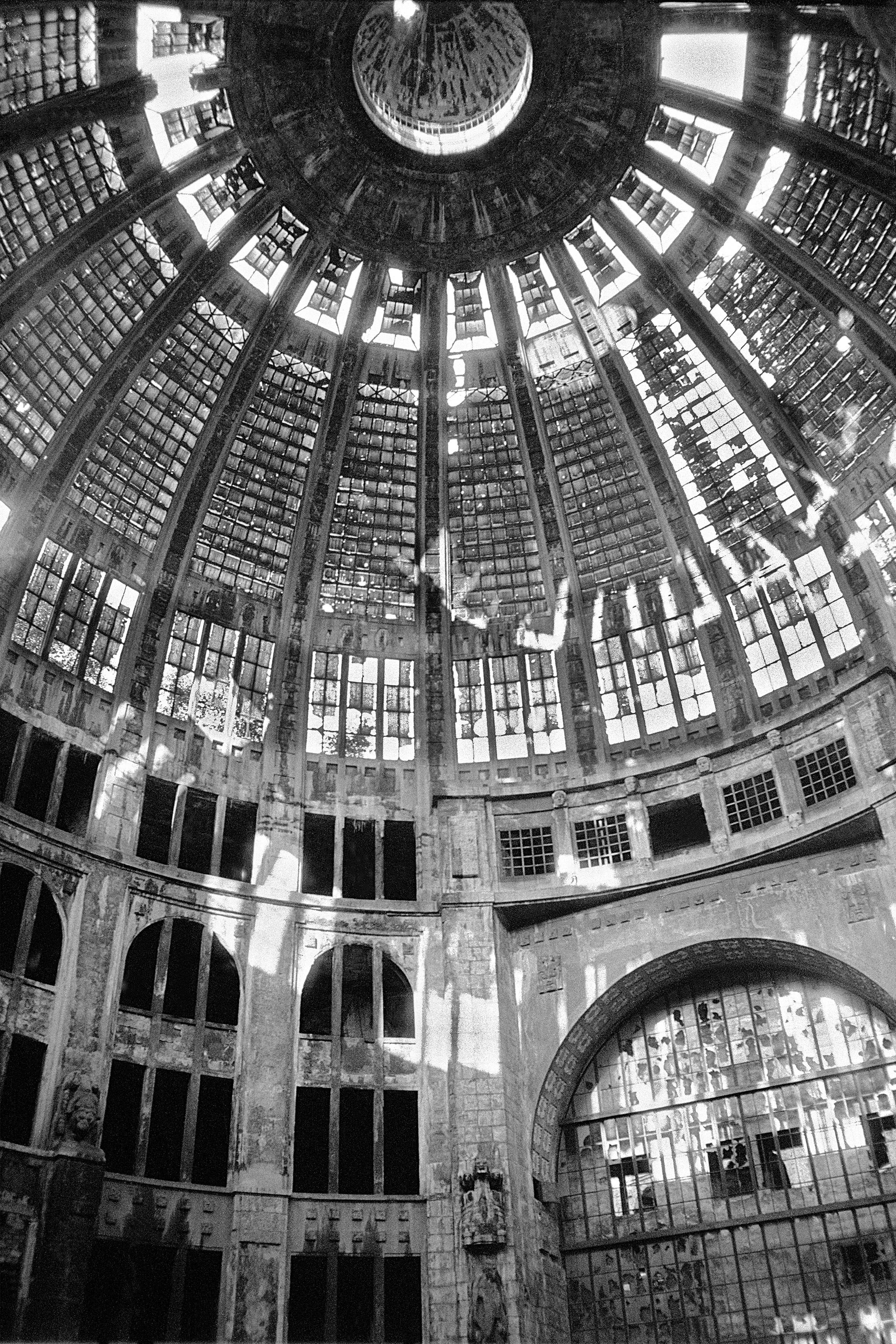
Kupolen i Friedrichstrassenpassage
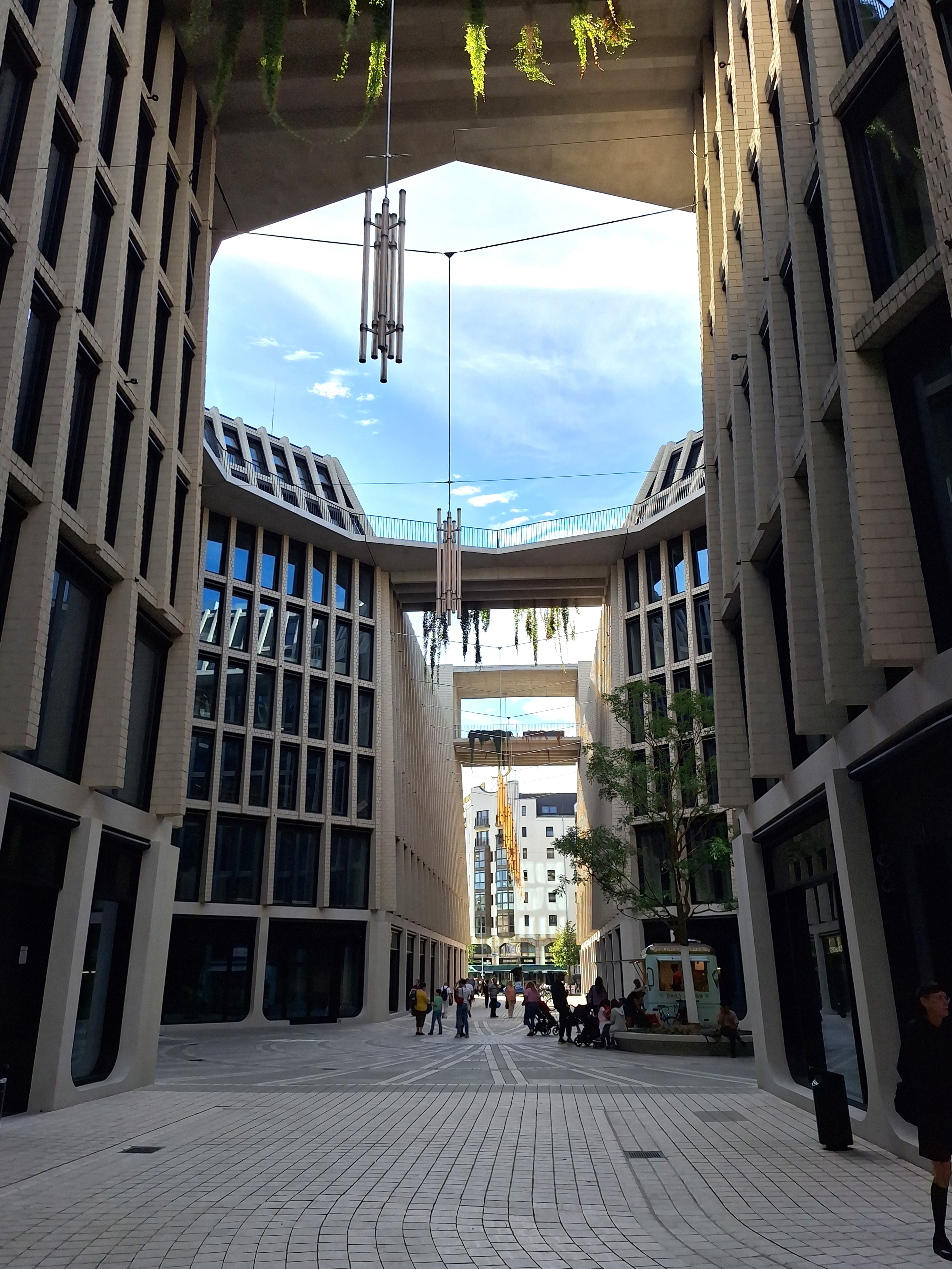
Gallerian Am Tacheles där kupolen tidigare  var
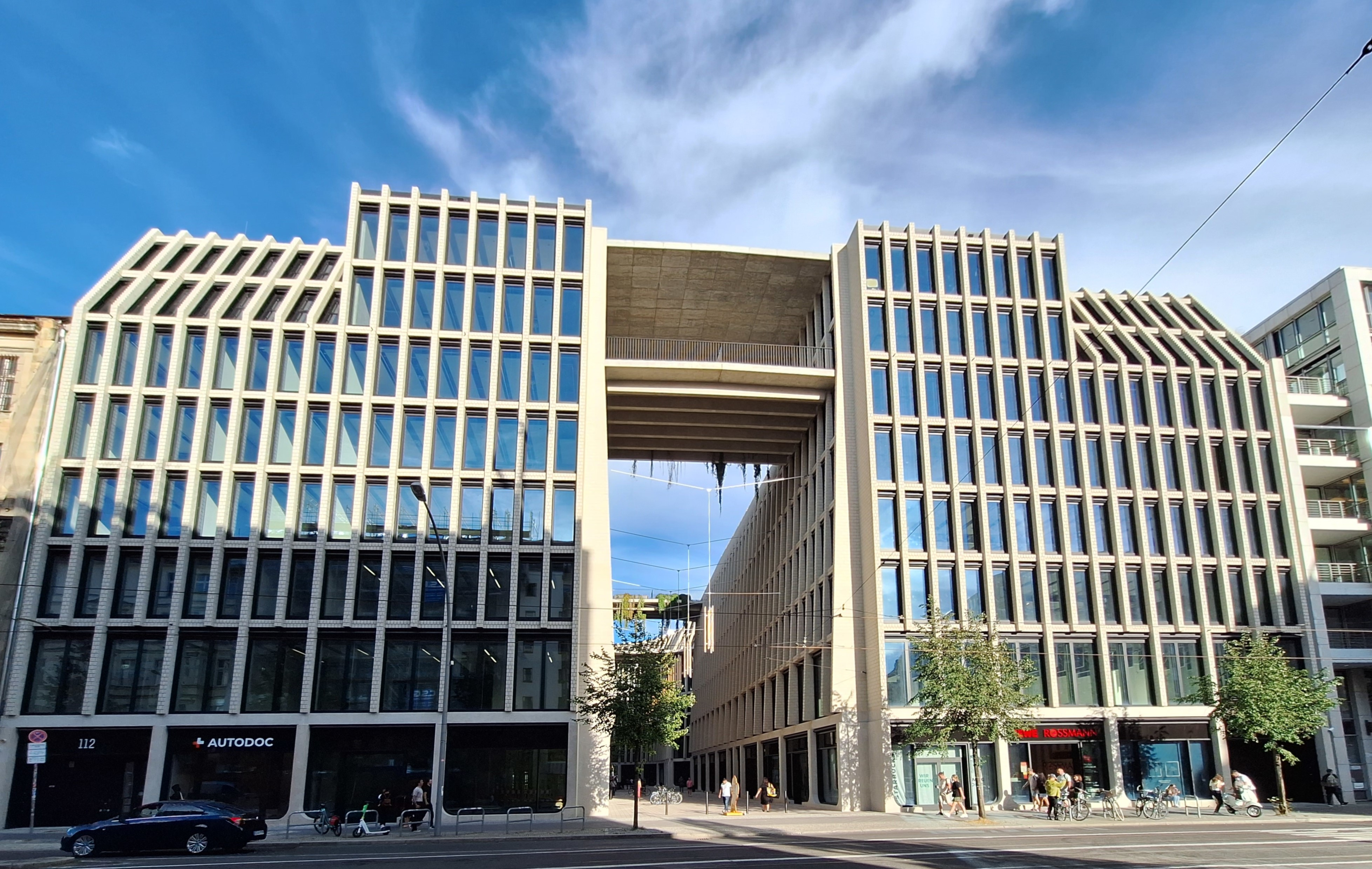
Am Tacheles
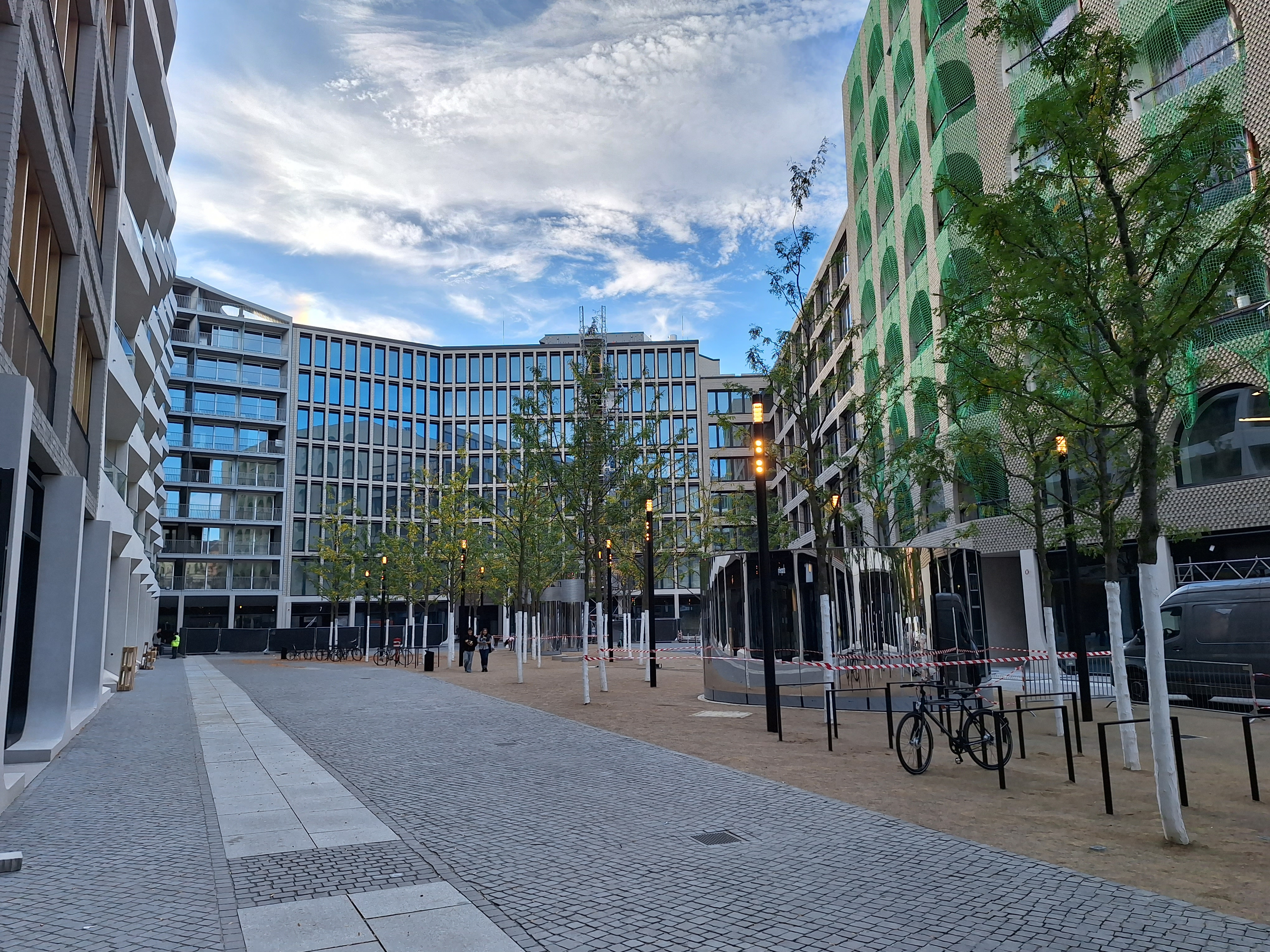
Insidan av Am Tacheles
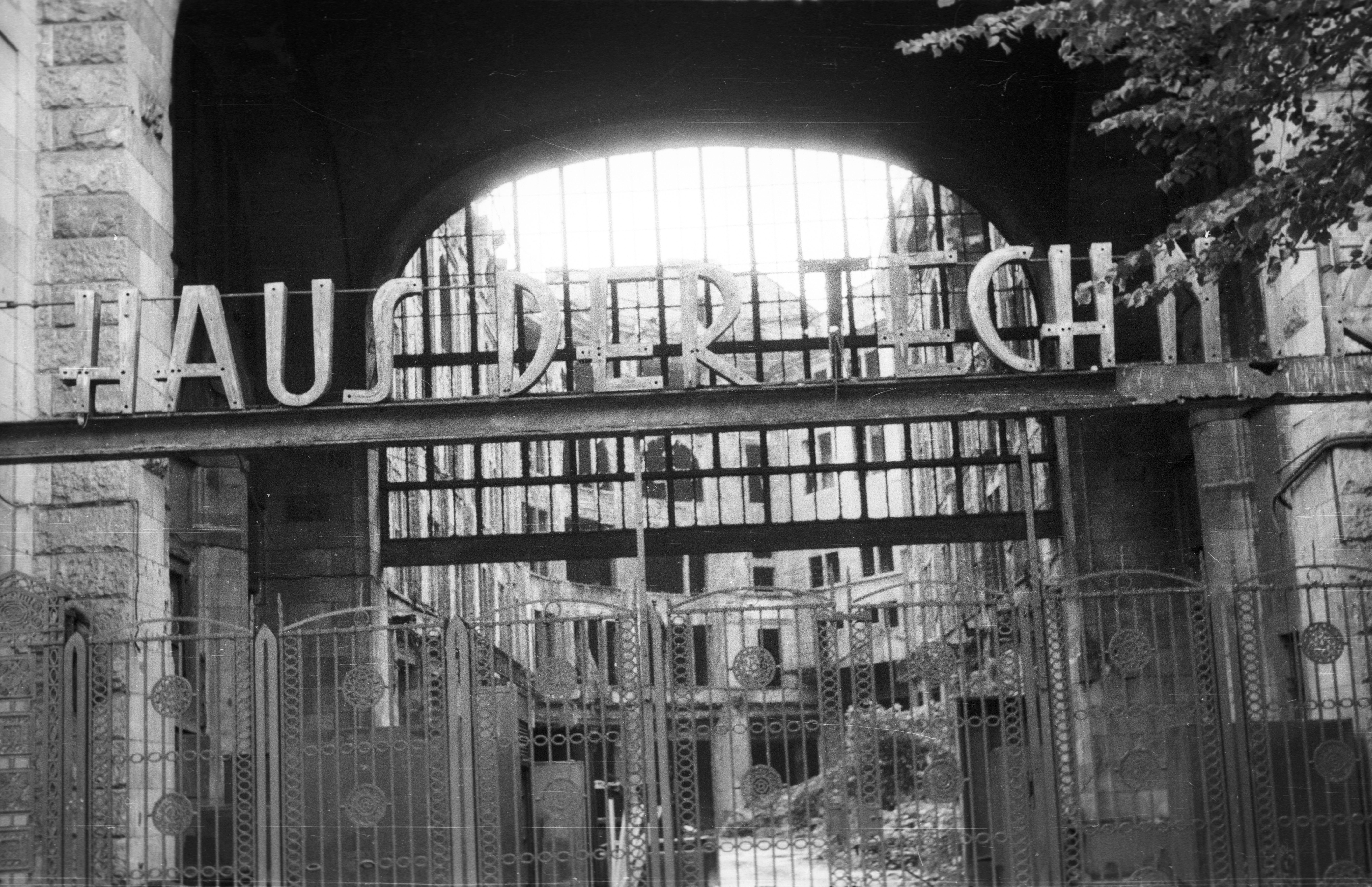
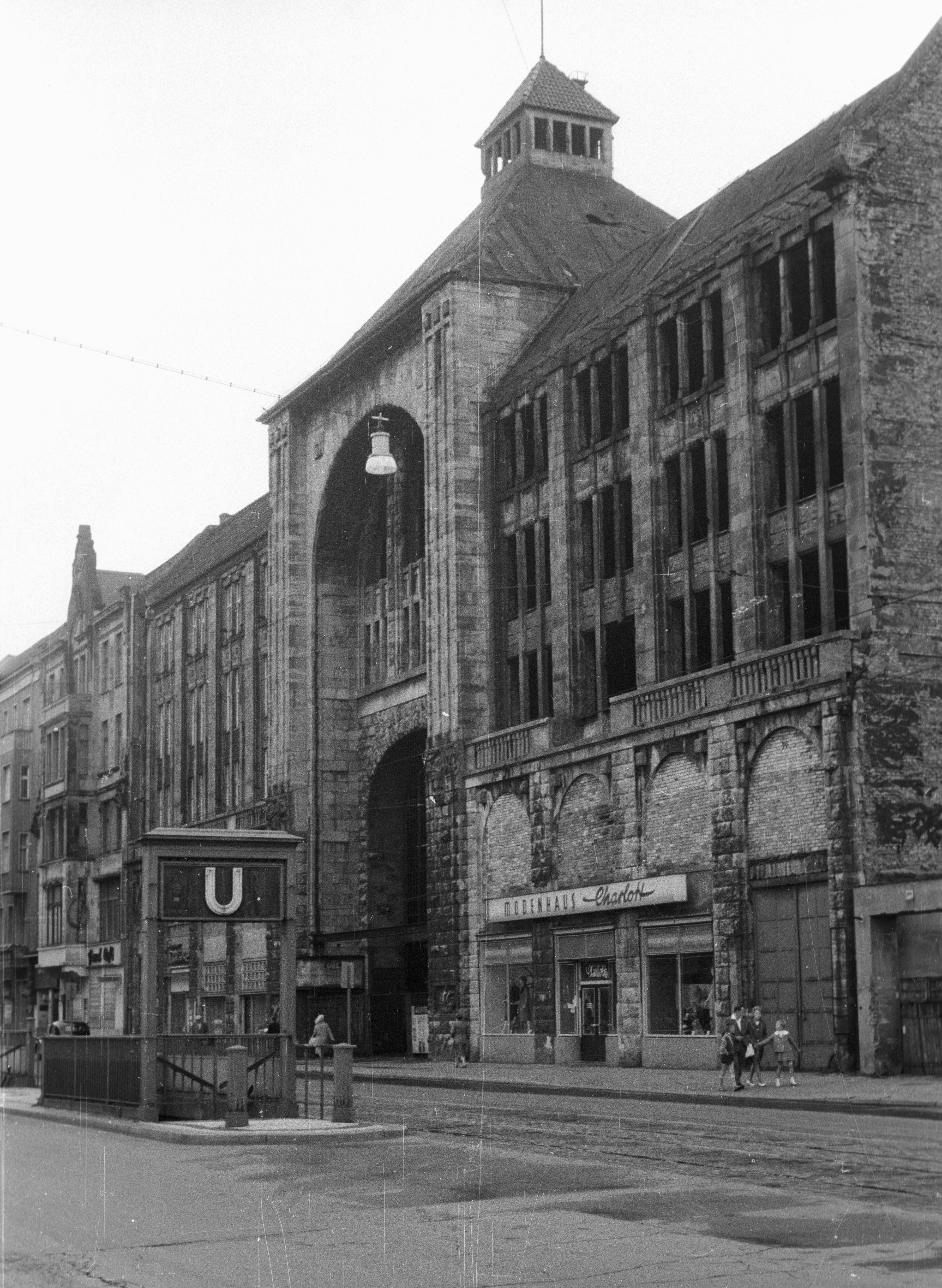
Entrén mot Friedrichstrasse
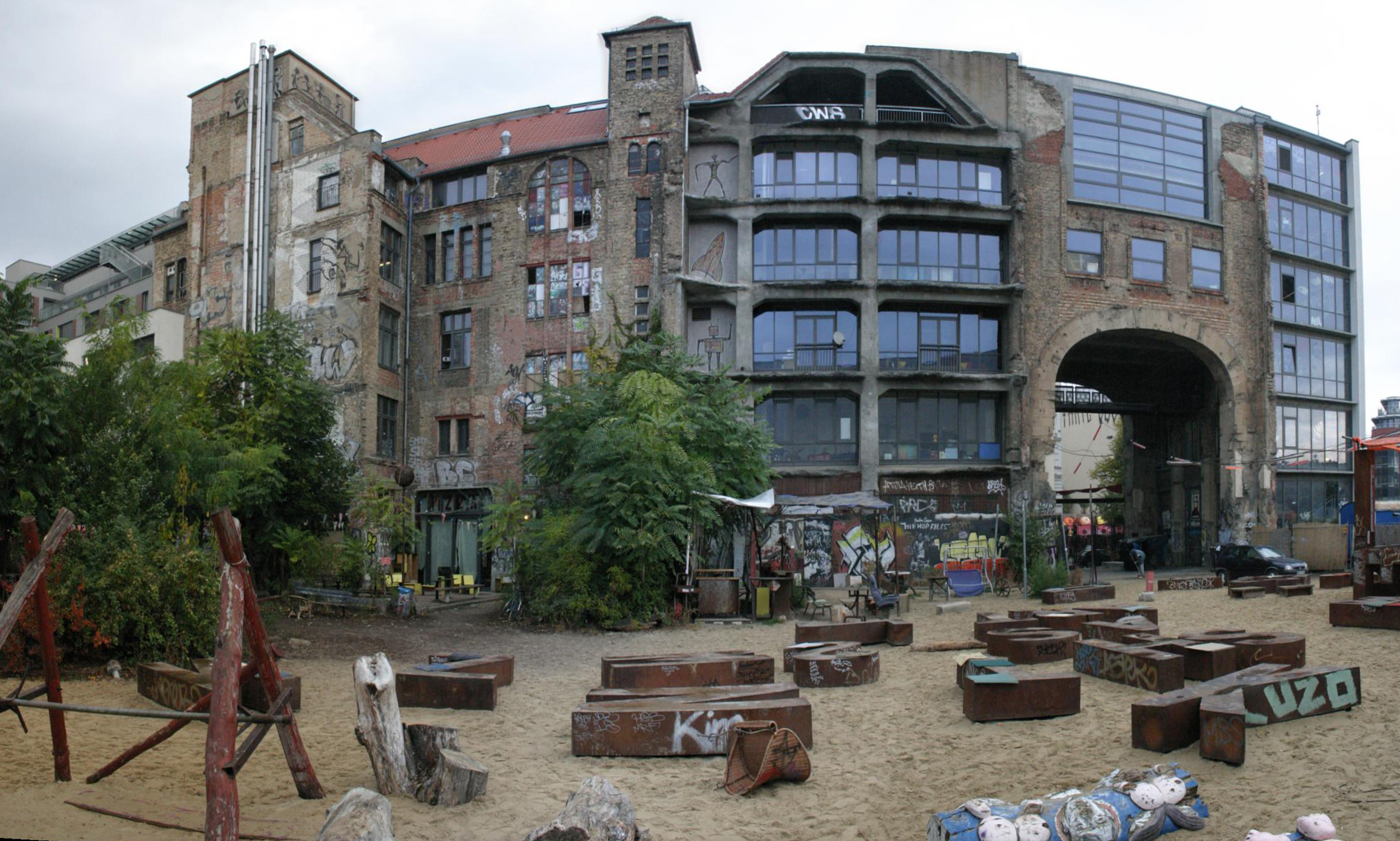
Kunsthaus Tacheles, baksidan innan ombyggnationen
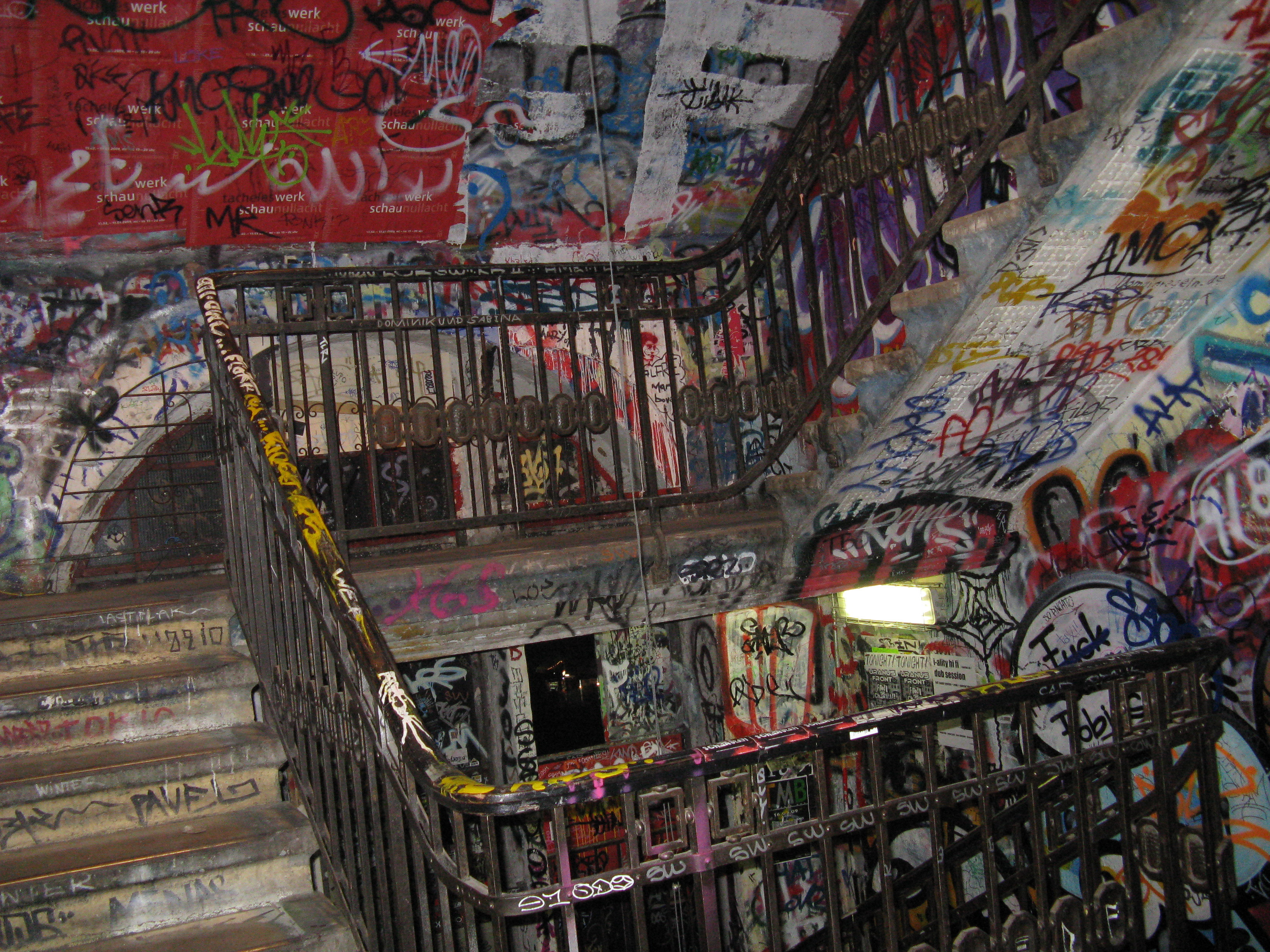
Kunsthaus Tacheles, gallerians gamla trappa